# Бурсяк
Бурсяк (в верховьях Большой Бурсяк) — река в Лысьвенском муниципальном округе Пермского края, приток Лысьвы. Впадает в Лысьву справа в 82 км от её устья. Длина составляет 21 км, площадь водосбора — 100 км². Абсолютная высота истока 304,4 метра. Начинается севернее посёлка Кормовище под названием Большой Бурсяк. После впадения реки Малый Бурсяк получает название Бурсяк. Впадает в Лысьву в км юго-западнее нежилого посёлка Нижний Бурсяк.

## Данные водного реестра
По данным государственного водного реестра России, река относится к Камскому бассейновому округу, бассейн реки Кама, подбассейн — Кама до Куйбышевского водохранилища (без бассейнов рек Белой и Вятки), водохозяйственный участок реки — Чусовая от в/п пгт. Кын до устья. Код объекта в государственном водном реестре — 10010100712111100011948.